# Капитан (футбол)
Капитан футбольной команды — официальный лидер среди её игроков на поле. Обычно это старший, наиболее опытный член коллектива, или игрок, который может сильно повлиять на исход матча. Также капитан обычно обладает лидерскими качествами. Капитана команды можно отличить от других игроков по повязке на руке.

## Функции
По правилам игры в футбол, единственной официально закреплённой функцией капитана является участие в жеребьёвке перед началом матча (чтобы определить ворота сторон и вводящую футбольный мяч в игру команду), а также перед серией послематчевых пенальти. По правилам, капитан не имеет особых прав и привилегий, позволяющих ему оспаривать решения судьи, но вместе с тем он несёт ответственность за поведение игроков своей команды. Именно это позволяет судье переговорить с капитаном по поводу поведения игроков, когда это необходимо.
На церемонии награждения после победы в финале какого-либо турнира обычно именно капитан ведёт свою команду за медалями. Любой трофей, выигранный командой, в первую очередь выдаётся только капитану, который также будет первым, кто его поднимет над головой. Помимо этого, капитан выводит за собой команду из раздевалки на поле перед началом игры.
В обязанности капитана обычно входит и сплочение коллектива, он отвечает за его моральное состояние и тем самым помогает своему тренеру. Как правило, капитан команды имеет в ней высокий авторитет, что позволяет ему влиять на настроение игроков. Капитаны участвуют в разрешении споров между игроками команды. Капитан часто играет особую роль в общении команды со СМИ. В молодёжном или развлекательном футболе капитан часто берет на себя обязанности, которые на более высоком уровне были бы делегированы менеджеру. Также в любительском футболе капитаны могут участвовать в определении стартового состава на игру.
Капитан команды обычно назначается тренером, также он может быть выбран самими игроками перед началом сезона.

## Вице-капитан
Если по каким-либо причинам капитан не может выступить в определённом матче, роль капитана возлагается на вице-капитана. Как и капитана, вице-капитана обычно назначают перед началом сезона. В отсутствие капитана он полностью берёт на себя эту роль. Однако вице-капитан нужен не только тогда, когда настоящего капитана команды нет на поле. Предполагается, что он так же, как и капитан команды будет вести за собой игроков и помогать молодым игрокам набираться опыта. Обычно вице-капитаном тоже назначают опытных или сильно влияющих на исход матча игроков. Некоторые клубы и сборные также назначают третьего и даже четвёртого капитана, которые берут на себя эту роль когда и капитан, и вице-капитаны недоступны.